# Bakhtiarpur
Bakhtiarpur é um cidade no distrito de Patna, no estado indiano de Bihar.

## Demografia
Segundo o censo de 2001, Bakhtiarpur tinha uma população de 32.288 habitantes. Os indivíduos do sexo masculino constituem 53% da população e os do sexo feminino 47%. Bakhtiarpur tem uma taxa de literacia de 53%, inferior à média nacional de 59,5%; com 63% para o sexo masculino e 37% para o sexo feminino. 18% da população está abaixo dos 6 anos de idade.